# 島津義弘 (播磨家)
島津義弘（1574年—1634年5月13日），安土桃山時代至江戶時代前期的武將。播磨島津氏第17代當主。父親是第16代當主島津忠之。

## 生平
在天正2年（1574年）出生，家中嫡男。天正3年（1575年），在父親忠之在青山土器山之戰中戰死後，被帶著足輕使用的十文字鑓的母親抱著，並從石蜘城被帶返領地下揖保庄上村。迎娶宇野氏的女兒，改名為彦兵衛尉藏人義弘。
與弟弟忠之（佐渡守）、長男忠遠、次男忠賴一同仕於豐臣秀賴。慶長19年（1614年），在大坂冬之陣中，死守在大坂城。翌年（1615年），在大坂夏之陣後，逃離大坂城，與赤松祐高等人一同死守在網干大覺寺，被池田軍包圍，祐高為了保護眾兵而切腹。在逃離後，返回下揖保庄上村並剃髮，改名為宗賀。不過在2個月後，上村被池田軍包圍，由長男忠遠、次男忠賴代父切腹。
家督由三男政之繼承。忠遠的兒子忠範成為下揖保庄西野田的鄉長。此時，龍野藩的「室津港」作為薩摩藩通往江戶、京都的據點，在薩摩公前來時，揖保川東岸設有引路和上洛的御座所迎接，這個交誼持續至孫兒兼第19代當主島津藤太夫義綱一代。
寬永5年（1628年）正月，寫下「慣例申傳之事」於子孫，內容包括小心火災等、不要令家系斷絕、維繫血脈、埋葬方法等（保存在揖保上的本家）。在寬永11年4月16日（1634年5月13日）死去。享年60歲。

## 外部連結
- 武家家伝＿播磨島津氏 （页面存档备份，存于）